# Transmembranprotein

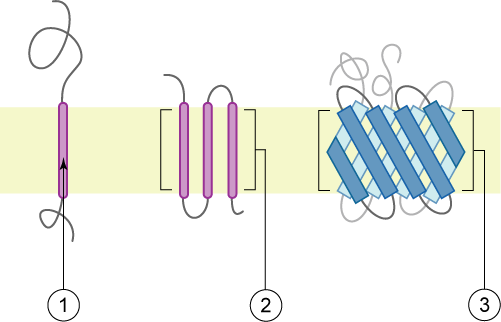
Transmembranproteiner i olika former

Transmembranproteiner är proteiner i cellmembranet med delar på både utsida och insida. Ofta syftar det på receptorer.